# Szemiopera
A "szemiopera", "drámai opera" vagy "angol opera" kifejezéseket a Restaurációs Irodalmon (lásd: Restoration literature) belüli színházi műsorok műfajmegjelölőjeként alkalmazták. Ezek maszkjáték-szerű jelenetekből álltak össze, szereplőik pedig egyszerre beszélő, táncoló és éneklő karakterek voltak. Első példái a műfajnak Thomas Betterton Shakespeare adaptációi, melynek zenéjét Matthew Locke szerezte. Locke halála után a műfaj második fénykorát Henry Purcell szemioperái jelentették, nevezetesen Arthur királyt és A tündérkirálynőt . A szemioperáknak végleg befellegzett, amikor az Lord Chamberlain külön helyet hagyott a zene nélküli játékoknak, illetve az új olasz operáknak. 
A szemioperákat énekelve, beszélve és táncolva adták elő. A zenét általában a játék pillanatában írták, közvetlenül a szerelmi jelenetek után, vagy a természetfölötti erőket tartalmazó jeleneteket követően. 
Megfigyelték, hogy Calderón több komédiája, amelynek zenéjét Juan Hidalgo de Polanco szerezte, műfajilag közelebb áll a szemioperához, mint a zarzuelai pásztorkölteményhez. 

## Angol szemioperák listája
- Macbeth (1673) William Davenant librettája Shakespeare Macbeth után; Matthew Locke zenéje
- A vihar, vagy az elvarázsolt sziget (1674) – a szöveget írta Thomas Shadwell John Dryden és William Davenant Shakespeare A vihar adaptációja után; Matthew Locke, Giovanni Battista Draghi és Pelham Humfrey zenéje
- Calisto, vagy „ The Chaste Nymph” (1675) John Crowne librettója; Nathaniel Staggins zenéje
- Thomas Shadwell Psziché (1675) librettója; Matthew Locke zenéje
- Circe (1677) Charles Davenant librettója; John Banister zenéje
- A Lancashire boszorkányok és Tegue O'Divelly az ír pap (1681) Thomas Shadwell librettója; John Eccles zenéje
- Albion és Albanius (1685) John Dryden által készített librettó; Louis Grabu zenéje
- Thomas Betterton Dioclesian (1690) librettája, a The Prophetess játék után, John Fletcher és Philip Massinger ; Henry Purcell zenéje
- Arthur király (1691) John Dryden librettója; Henry Purcell zenéje
- A tündérkirálynő (1692) egy anonim szerző szerzője Shakespeare A Midsummer Night álma után ; Henry Purcell zenéje
- Athén Timon (1694), Henry Purcell zenéje
- Macbeth (1695) William Davenant librettája Shakespeare Macbeth után ; John Eccles és Godfrey Finger zenéje
- Az indiai királynő (1695) libretto Sir Robert Howard és John Dryden játszott változata; Henrik Purcell zenéje, Daniel Purcell által elkészített V. törvény
- Brutus of Alba (1696) névtelen librettó; Daniel Purcell zenéje
- Cinthia és Endimion, vagy az Istenségek szeretete (1696) Thomas Durfey librettója; Daniel Purcell, Richard Leveridge, Jeremiah Clarke, Henry Purcell és David Underwood zenéje
- A világ a Holdon (1697) Elkanah Settle librettója; Daniel Purcell, Jeremiah Clarke és Henry Purcell zenéje
- John Dennis Rinaldo és Armida (1698) librettója; John Eccles zenéje
- Peter Motteux által készített Island Princess (1699) librett, amelyet John Fletcher és Nahum Tate játszik; Daniel Purcell, Richard Leveridge és Jeremiah Clarke zenéje
- A grove, vagy a szerelem paradicsoma (1700), John Oldmixon ; Daniel Purcell zenéje
- Peter Madteux őrült szeretője (1700) John Fletcher játszása után; John Eccles és Daniel Purcell zenéje
- Nagy Sándor (1701) névtelen librettó a Nathaniel Lee Rival Queensje után; Godfrey Finger és Daniel Purcell zenéje
- A Szűz Prófétája, vagy Troy-sorsa (1701) Elkanah Settle librettója; Godfrey Finger zenéje
- A British Enchanters, vagy a No Magic Like Love (1706) George Granville, Lansdowne Úr librettója; John Eccles, Bartholomew Issack és William Corbett zenéje
- Csodákat a Napban, vagy a Madarak Királyságát (1706) Thomas Durfey librettója; John Smith, Samuel Akeroyde, John Eccles, Giovanni Battista Draghi, Lully és Durfey zenéje
- A Tempest (1712) librettó, amelyet Thomas Shadwell Shakespeare játékának Dryden-Davenant változatából adaptált; esetleg John Weldon zenéje (Henry Purcellnak tulajdonítva)

## Fordítás
Ez a szócikk részben vagy egészben  a   Semi-opera című angol Wikipédia-szócikk fordításán alapul.  Az eredeti cikk szerkesztőit annak laptörténete sorolja fel. Ez a jelzés csupán a megfogalmazás eredetét és a szerzői jogokat jelzi, nem szolgál a cikkben szereplő információk forrásmegjelöléseként.